# Meu Trágico Destino
Meu Trágico Destino foi uma novela brasileira exibida ao vivo pela TV Tupi de São Paulo de 6 de maio a 10 de julho de 1952 no horário das 20 horas. Escrita e dirigida pelo ator, escritor e apresentador J. Silvestre.

## Elenco[1]
Dionísio Azevedo
Maria Cecília
Lia de Aguiar
Francisco Negrão
J. Silvestre